# Liste der Lieder von Nelly Furtado
Dies ist eine Liste der aufgenommenen und veröffentlichten Lieder der portugiesisch-kanadischen Popsängerin Nelly Furtado. Aufgelistet sind alle Lieder der Alben Whoa, Nelly! (2000), Folklore (2003), Loose (2006),  Mi plan (2009), The Spirit Indestructible (2012) und The Ride (2017).
Die Liste ist alphabetisch sortiert und gibt Auskunft über die Urheber.

## A
| Titel                                 | Autoren                                             | Album | Jahr |
| ------------------------------------- | --------------------------------------------------- | ----- | ---- |
| Afraid (Nelly Furtado feat. Attitude) | Tim Mosley, Nelly Furtado, Nate Hills, Tim Clayton  | Loose | 2006 |
| All Good Things (Come to an End)      | Tim Mosley, Nelly Furtado, Chris Martin, Nate Hills | Loose | 2006 |

## B
| Titel                                                                 | Autoren                                       | Album                                      | Jahr |
| --------------------------------------------------------------------- | --------------------------------------------- | ------------------------------------------ | ---- |
| Baby Girl                                                             | Brian West, Nelly Furtado, Gerald Eaton       | Whoa, Nelly!                               | 2000 |
| Bajo otra luz (Nelly Furtado con Julieta Venegas y La Mala Rodriguez) | Julieta Venegas, Maria Rodriguez              | Mi plan                                    | 2009 |
| Be OK                                                                 | Dylan Murray                                  | The Spirit Indestructible (Deluxe Edition) | 2012 |
| Believers (Arab Spring)                                               | Rick Nowels, Nelly Furtado                    | The Spirit Indestructible                  | 2012 |
| Big Hoops (Bigger The Better)                                         | Rodney Jerkins, Nelly Furtado                 | The Spirit Indestructible                  | 2012 |
| Broken Strings (James Morrison feat. Nelly Furtado)                   | Fraser T Smith, Nina Woodford, James Morrison | Songs For You, Truths For Me               | 2008 |
| Bucket List                                                           | Rodney Jerkins, Nelly Furtado                 | The Spirit Indestructible                  | 2012 |
| Build You Up                                                          | Nelly Furtado                                 | Folklore                                   | 2003 |

## C
| Titel                                                                        | Autoren                                                                           | Album                              | Jahr |
| ---------------------------------------------------------------------------- | --------------------------------------------------------------------------------- | ---------------------------------- | ---- |
| Carnival Games                                                               | Nelly Furtado                                                                     | The Ride                           | 2017 |
| Childhood Dreams                                                             | Nelly Furtado                                                                     | Folklore                           | 2003 |
| Ching Ching (Ms. Jade feat. Timbaland & Nelly Furtado)                       | Brian West, Tim Mosley, Nelly Furtado, Gerald Eaton, Garland Mosley, Chevon Young | Girl Interrupted                   | 2002 |
| Circles                                                                      | Nelly Furtado, Chris Zane, Michael Angelakos                                      | The Spirit Indestructible          | 2012 |
| Cold Hard Truth                                                              | Nelly Furtado, John Congleton                                                     | The Ride                           | 2017 |
| Como lluvia (Nelly Furtado con Juan Luis Guerra)                             | Lester Mendez, Nelly Furtado, Juan Luis Guerra                                    | Mi plan                            | 2009 |
| Corcovado – Quiet Nights Of Quiet Stars                                      | Antonio Carlos Jobim, Gene Lees                                                   | Passione                           | 2013 |
| Crazy (Coverversion von Gnarls Barkley)                                      | Gian Piero Reverberi, Thomas Callaway, Brian Burton, Gianfranco Reverberi         | Loose (International Tour Edition) | 2006 |
| Crocodile Rock (Nelly Furtado feat. Elton John; Coverversion von Elton John) | Elton John, Bernie Taupin                                                         | Gnomeo & Juliet                    | 2011 |
| Crowd Control (Nelly Furtado & Justin Timberlake)                            | –                                                                                 | –                                  | 2008 |

## D
| Titel                                               | Autoren                               | Album                                      | Jahr |
| --------------------------------------------------- | ------------------------------------- | ------------------------------------------ | ---- |
| Dar                                                 | Brian West, Nelly Furtado             | Loose (Limited Summer Edition)             | 2007 |
| Daydream Believer (Anne Murray feat. Nelly Furtado) | –                                     | –                                          | 2008 |
| Do It                                               | Tim Mosley, Nelly Furtado, Nate Hills | Loose                                      | 2006 |
| Don’t Leave Me                                      | Nelly Furtado, Stephen McGregor       | The Spirit Indestructible (Deluxe Edition) | 2012 |

## E
| Titel                                                             | Autoren                                          | Album                                       | Jahr |
| ----------------------------------------------------------------- | ------------------------------------------------ | ------------------------------------------- | ---- |
| Eat Your Man                                                      | Nelly Furtado, Anjulie Persaud, Dominic Matheson | Eat Your Man (Single)                       | 2023 |
| En las manos de Dios                                              | Rick Nowels, Nelly Furtado                       | Loose (Limited Summer Edition)              | 2007 |
| End Game                                                          | Salaam Remi, Nelly Furtado                       | The Spirit Indestructible (Deluxe Edition)  | 2012 |
| End Of The World                                                  | Rick Nowels, Nelly Furtado                       | The Spirit Indestructible (Deluxe Edition)  | 2012 |
| Enemy                                                             | Salaam Remi, Nelly Furtado                       | The Spirit Indestructible                   | 2012 |
| Espiritu invencible (spanische Version von Spirit Indestructible) | Nelly Furtado, Stephen McGregor                  | The Spirit Indestructible (Spanish Version) | 2012 |
| Explode                                                           | Nelly Furtado, Gerald Eaton                      | Folklore                                    | 2003 |

## F
| Titel                                   | Autoren                                 | Album                  | Jahr |
| --------------------------------------- | --------------------------------------- | ---------------------- | ---- |
| Fantasmas                               | Nelly Furtado, Alex Cuba                | Mi plan                | 2009 |
| Feel So Close                           | –                                       | Feel So Close (Single) | 2016 |
| Feliz cumpleaños                        | Nelly Furtado, James Bryan, Alex Cuba   | Mi plan                | 2009 |
| Flatline                                | Nelly Furtado, John Congleton           | The Ride               | 2017 |
| Força                                   | Brian West, Nelly Furtado, Gerald Eaton | Folklore               | 2003 |
| Fotografía (Juanes feat. Nelly Furtado) | Juanes                                  | Un día normal          | 2002 |
| Fresh Off The Boat                      | Nelly Furtado                           | Folklore               | 2003 |
| Fuerte (Nelly Furtado con Concha Buika) | Nelly Furtado, James Bryan, Alex Cuba   | Mi plan                | 2009 |

## G
| Titel                                                             | Autoren                                                               | Album                     | Jahr |
| ----------------------------------------------------------------- | --------------------------------------------------------------------- | ------------------------- | ---- |
| Girlfriend In This City                                           | Salaam Remi, Nelly Furtado                                            | The Best Of Nelly Furtado | 2010 |
| Give It to Me (Timbaland feat. Nelly Furtado & Justin Timberlake) | Tim Mosley, Nelly Furtado, Justin Timberlake, Nate Hills, Tim Clayton | Shock Value               | 2007 |
| Glow                                                              | Tim Mosley, Nelly Furtado, Nisan Stewart, Nate Hills                  | Loose                     | 2006 |

## H
| Titel                                   | Autoren | Album                                      | Jahr |
| --------------------------------------- | --- | ------------------------------------------ | ---- |
| Headphones (Nelly feat. Nelly Furtado)  | Brandon Green, Allen Ritter, Cornell Haynes, Jr., Starley Hope, Martin Evans, John Goodier, Andrew Roettger | M.O.                                       | 2013 |
| Hey, Man!                               | Nelly Furtado                                                                                               | Whoa, Nelly!                               | 2000 |
| High Life                               | Rodney Jerkins, Nelly Furtado, Niko K. Warren                                                               | The Spirit Indestructible                  | 2012 |
| Hold Up                                 | Rodney Jerkins, Nelly Furtado                                                                               | The Spirit Indestructible (Deluxe Edition) | 2012 |
| Hot-N-Fun (N.E.R.D feat. Nelly Furtado) | Pharrell Williams                                                                                           | Nothing                                    | 2010 |

## I
| Titel                                                 | Autoren                                                                                 | Album                          | Jahr |
| ----------------------------------------------------- | --------------------------------------------------------------------------------------- | ------------------------------ | ---- |
| I Am                                                  | –                                                                                       | –                              | 2007 |
| I Feel You (Nelly Furtado feat. Esthero)              | Brian West, Nelly Furtado, Gerald Eaton                                                 | Whoa, Nelly! (Special Edition) | 2001 |
| I Will Make U Cry                                     | Brian West, Nelly Furtado, Gerald Eaton                                                 | Whoa, Nelly!                   | 2000 |
| I’m like a Bird                                       | Nelly Furtado                                                                           | Whoa, Nelly!                   | 2000 |
| In God’s Hands                                        | Rick Nowels, Nelly Furtado                                                              | Loose                          | 2006 |
| Is Anybody Out There? (K’naan feat. Nelly Furtado)    | Keinan Warsame, Edwin Serrano Jr., Hasham Hussain, Denarius Motes, Melanie Fiona Hallim | Country, God Or The Girl       | 2012 |
| Island Of Wonder (Nelly Furtado feat. Caetano Veloso) | Nelly Furtado, Simon Diaz, Jasper Gahunia                                               | Folklore                       | 2003 |
| Islands Of Me                                         | Nelly Furtado, John Congleton                                                           | The Ride (Deluxe Edition)      | 2016 |

## J
| Titel                               | Autoren                                                                                 | Album                                         | Jahr |
| ----------------------------------- | --------------------------------------------------------------------------------------- | --------------------------------------------- | ---- |
| Jump (Flo Rida feat. Nelly Furtado) | Nelly Furtado, Travis Barker, Mike Caren, Tramar Dillard, Esther Dean, Oliver Goldstein | R.O.O.T.S. (Route Of Overcoming The Struggle) | 2009 |

## K
| Titel                                                              | Autoren                                      | Album                   | Jahr |
| ------------------------------------------------------------------ | -------------------------------------------- | ----------------------- | ---- |
| Keep Going Up! (Timbaland feat. Nelly Furtado & Justin Timberlake) | Tim Mosley, Nelly Furtado, Justin Timberlake | Keep Going Up! (Single) | 2023 |

## L
| Titel                                                                                    | Autoren                                             | Album                              | Jahr |
| ---------------------------------------------------------------------------------------- | --------------------------------------------------- | ---------------------------------- | ---- |
| Legend                                                                                   | Brian West, Nelly Furtado, Gerald Eaton             | Whoa, Nelly!                       | 2000 |
| Let My Hair Down                                                                         | West, Nelly Furtado, Eaton                          | Loose (International Tour Edition) | 2007 |
| Live                                                                                     | Nelly Furtado, John Congleton                       | The Ride                           | 2017 |
| Lo bueno siempre tiene un final (spanische Version von All Good Things (Come to an End)) | Tim Mosley, Nelly Furtado, Chris Martin, Nate Hills | Loose (Limited Summer Edition)     | 2007 |

## M
| Titel                                                      | Autoren | Album                     | Jahr |
| ---------------------------------------------------------- | --- | ------------------------- | ---- |
| Magic                                                      | Nelly Furtado, John Congleton                                                                                   | The Ride                  | 2017 |
| Mama Knows (Game feat. Nelly Furtado)                      | Pharrell Williams, Jayceon Taylor                                                                               | The R.E.D. Album          | 2011 |
| Maneater                                                   | Tim Mosley, Nelly Furtado, Nate Hills, Jim Beanz                                                                | Loose                     | 2006 |
| Manos al aire                                              | Nelly Furtado, James Bryan, Alex Cuba                                                                           | Mi plan                   | 2009 |
| Más                                                        | Lester Mendez, Nelly Furtado, Andrés Recio                                                                      | Mi plan                   | 2009 |
| Mi plan (Nelly Furtado con Alex Cuba)                      | Nelly Furtado, James Bryan, Alex Cuba                                                                           | Mi plan                   | 2009 |
| Miracles                                                   | Rodney Jerkins, Nelly Furtado, Andre Lindal                                                                     | The Spirit Indestructible | 2012 |
| Morning After Dark (Timbaland feat. Nelly Furtado & SoShy) | Tim Mosley, Nelly Furtado, Michelle Bell, Keri Hilson, Jim Beanz, Deborah Epstein, Jerome Harmon, John Maultsby | Shock Value II            | 2009 |
| My Love Grows Deeper                                       | Brian West, Nelly Furtado, Gerald Eaton                                                                         | Whoa, Nelly!              | 2000 |

## N
| Titel          | Autoren                                              | Album                     | Jahr |
| -------------- | ---------------------------------------------------- | ------------------------- | ---- |
| Night Is Young | Salaam Remi, Nelly Furtado, Hernst Bellevue          | The Best Of Nelly Furtado | 2010 |
| No hay igual   | Tim Mosley, Nelly Furtado, Nisan Stewart, Nate Hills | Loose                     | 2006 |

## O
| Titel          | Autoren       | Album        | Jahr |
| -------------- | ------------- | ------------ | ---- |
| Onde estás     | Nelly Furtado | Whoa, Nelly! | 2000 |
| One-Trick Pony | Nelly Furtado | Folklore     | 2003 |

## P
| Titel                                       | Autoren                                            | Album                     | Jahr |
| ------------------------------------------- | -------------------------------------------------- | ------------------------- | ---- |
| Palaces                                     | Nelly Furtado, John Congleton                      | The Ride                  | 2017 |
| Paris Sun                                   | Nelly Furtado, John Congleton                      | The Ride                  | 2017 |
| Parking Lot                                 | Rodney Jerkins, Nelly Furtado                      | The Spirit Indestructible | 2012 |
| Party                                       | Brian West, Nelly Furtado, Gerald Eaton            | Whoa, Nelly!              | 2000 |
| Phoenix                                     | Paul Barry, Mark Taylor, Nelly Furtado             | The Ride                  | 2017 |
| Picture Perfect                             | Nelly Furtado                                      | Folklore                  | 2003 |
| Pipe Dreams                                 | Nelly Furtado, John Congleton                      | The Ride                  | 2017 |
| Powerless (Say What You Want)               | Brian West, Nelly Furtado, Gerald Eaton            | Folklore                  | 2003 |
| Promiscuous (Nelly Furtado feat. Timbaland) | Tim Mosley, Nelly Furtado, Nate Hills, Tim Clayton | Loose                     | 2006 |

## Q
| Titel                                                      | Autoren                              | Album     | Jahr |
| ---------------------------------------------------------- | ------------------------------------ | --------- | ---- |
| Quando, quando, quando (Michael Bublé feat. Nelly Furtado) | Tony Renis, Alberto Testa, Pat Boone | It’s Time | 2005 |

## R
| Titel        | Autoren                       | Album                                             | Jahr |
| ------------ | ----------------------------- | ------------------------------------------------- | ---- |
| Red Balloons | –                             | –                                                 | 2010 |
| Right Road   | Nelly Furtado, John Congleton | The Ride                                          | 2017 |
| Runaway      | –                             | Loose (Digital 15th Anniversary Expanded Edition) | 2007 |

## S
| Titel                                          | Autoren                                                                   | Album                     | Jahr |
| ---------------------------------------------- | ------------------------------------------------------------------------- | ------------------------- | ---- |
| Sacrifice (The Roots feat. Nelly Furtado)      | Tarik Trotter, Ahmir Thompson, Leonard Hubbard, Kamiah Gray               | Phrenology                | 2002 |
| Saturdays                                      | Nelly Furtado                                                             | Folklore                  | 2003 |
| Say It Right                                   | Tim Mosley, Nelly Furtado, Nate Hills                                     | Loose                     | 2006 |
| Scared Of You                                  | Nelly Furtado                                                             | Whoa, Nelly!              | 2000 |
| Shit on the Radio (Remember the Days)          | Nelly Furtado                                                             | Whoa, Nelly!              | 2000 |
| Showtime                                       | Nelly Furtado, Nate Hills                                                 | Loose                     | 2006 |
| Silencio (Nelly Furtado con Josh Groban)       | Lester Mendez, Nelly Furtado, Julio Reyes Copello                         | Mi plan                   | 2009 |
| Sin tí (Tommy Torres feat. Nelly Furtado)      | Tommy Torres, Javi Diez, Marie Grillasca                                  | 12 Historias              | 2012 |
| Somebody To Love                               | Rick Nowels, Nelly Furtado                                                | Loose                     | 2006 |
| Something (Nelly Furtado feat. Nas)            | Salaam Remi, Nelly Furtado, Nasir Jones                                   | The Spirit Indestructible | 2012 |
| Spirit Indestructible                          | Rodney Jerkins, Nelly Furtado                                             | The Spirit Indestructible | 2012 |
| Stars                                          | Lester Mendez, Nelly Furtado                                              | The Best Of Nelly Furtado | 2010 |
| Sticks And Stones                              | Mark Taylor, Nelly Furtado, Jamie Scott, Patrick Mascall, Arlissa Ruppert | The Ride                  | 2017 |
| Sueños (Nelly Furtado con Alejandro Fernández) | Nelly Furtado, James Bryan, Alex Cuba                                     | Mi plan                   | 2009 |
| Suficiente tiempo                              | Nelly Furtado, Alex Cuba                                                  | Mi plan                   | 2009 |

## T
| Titel                                                              | Autoren | Album                                      | Jahr |
| ------------------------------------------------------------------ | --- | ------------------------------------------ | ---- |
| Tap Dancing                                                        | Nelly Furtado, Liz Rose, Natalie Hemby | The Ride                                   | 2017 |
| Te busque (Nelly Furtado feat. Juanes)                             | Lester Mendez, Nelly Furtado, Juanes | Loose                                      | 2006 |
| The Grass Is Green                                                 | Nelly Furtado, Mike Elizondo | Folklore                                   | 2003 |
| The Harder They Come (Paul Oakenfold feat. Nelly Furtado & Tricky) | – | –                                          | 2017 |
| The Most Beautiful Thing (Nelly Furtado feat. Sara Tavares)        | Salaam Remi, Nelly Furtado, Hernst Bellevue | The Spirit Indestructible                  | 2012 |
| Thin Line (Jurassic 5 feat. Nelly Furtado)                         | Nelly Furtado, Richard Rudolph, Charles Stepney, Akil, Chali 2na, Zaakir(Soup), Marc 7, Dante Givens, Mark Potsic, Charles Stewart, Courtenay Henderson, Lucas Macfadden, Marc Stuart | Power In Numbers                           | 2002 |
| Thoughts (Nelly Furtado feat. The Kenyan Boys Choir)               | Nelly Furtado | The Spirit Indestructible (Deluxe Edition) | 2012 |
| Try                                                                | Brian West, Nelly Furtado | Folklore                                   | 2003 |
| Trynna Finda Way                                                   | Brian West, Nelly Furtado, Gerald Eaton | Whoa, Nelly!                               | 2000 |
| Turn Off the Light                                                 | Nelly Furtado | Whoa, Nelly!                               | 2000 |

## U
| Titel      | Autoren                      | Album                              | Jahr |
| ---------- | ---------------------------- | ---------------------------------- | ---- |
| Undercover | Lester Mendez, Nelly Furtado | Loose (International Tour Edition) | 2006 |

## V
| Titel    | Autoren                                       | Album   | Jahr |
| -------- | --------------------------------------------- | ------- | ---- |
| Vacación | Lester Mendez, Nelly Furtado, Julieta Venegas | Mi plan | 2009 |

## W
| Titel                                                                     | Autoren                                                                                    | Album                     | Jahr |
| ------------------------------------------------------------------------- | ------------------------------------------------------------------------------------------ | ------------------------- | ---- |
| Wait For You                                                              | Tim Mosley, Nelly Furtado, Nate Hills                                                      | Loose                     | 2006 |
| Waiting For The Night                                                     | Rodney Jerkins, Nelly Furtado                                                              | The Spirit Indestructible | 2012 |
| Well, Well                                                                | Nelly Furtado                                                                              | Whoa, Nelly!              | 2000 |
| What I Wanted                                                             | Lester Mendez, Nelly Furtado                                                               | Say It Right (B-Seite)    | 2007 |
| Who Wants To Be Alone (Tiësto feat. Nelly Furtado)                        | Rick Nowels, Nelly Furtado, DJ Waakop Reijers-Fraaij, Tijs Verwest                         | Kaleidoscope              | 2009 |
| Win Or Lose (Appena prima di partire) (Zero Assoluto feat. Nelly Furtado) | Nelly Furtado, Julio Reyes, Thomas De Gasperi, Matteo Maffucci, Danilo Pao, Enrico Sognato | Chérie pour elles         | 2008 |